# Stare Moczydła
Stare Moczydła – wieś w Polsce położona w województwie lubelskim, w powiecie kraśnickim, w gminie Szastarka.
W latach 1975–1998 miejscowość administracyjnie należała do województwa tarnobrzeskiego.
Wieś stanowi sołectwo gminy Szastarka. Według Narodowego Spisu Powszechnego (III 2011 r.) wieś liczyła 219 mieszkańców. 

## Historia
Moczydła w wieku XIX stanowiły wieś w powiecie janowskim, gminie Brzozówka, parafii Blinów (dziś Blinów Pierwszy, Blinów Drugi), odległa 20 wiorst od Janowa. Niegdyś wieś rozdzielona była na Moczydła Górne i Dolne, należała do ordynacji zamojskiej. Gleba na terenie wsi nieurodzajna, gliniasto-sapowata. Według spisu z 1827 roku we wsi było 18 domów i 120 mieszkańców. W roku 1885 wieś miała 38 domów i 297 mieszkańców z gruntem 475 mórg.